# Hrvatski glasnik (Tuzla)
Hrvatski glasnik je bosanskohercegovački časopis na hrvatskom jeziku. Jedan je od dva medija Hrvata tuzlanskog kraja, uz tri godine mlađi Radio Soli.

## Povijest
Nastanak Hrvatskog glasnika njegov inicijator fra Petar Matanović ne povezuje s entuzijazmom, nego kao još jednom od načina borbe za opstanak, u špici toga teškog vremena druge polovice ratne 1992. godine. Od 1989. nastupili su nove po0litičke okolnosti, a naročito prve ratne godine u BiH. Za tuzlanske prilike neočekivano, ubrzali su vjersku i nacionalnu homogenizaciju, kao i u drugim krajevima, i kod svih naroda u BiH. Katolici i Hrvati različitih profila
i profesija okupili su se oko samostana u Tuzli i drugih župnih središta. Ta su mjesta bila okupljalištem jer su se tu nekako ponajbolje osjećali svoji na svome. Vjerski službenici nisu stajali lijeno ni izolirano, nego su iniciralimnoge političke odnose i rješenja, udruživanja i pokretanja. Tako je u samostanu okupljen prvi inicijativni odbor za obnovu HKD Napredak, prvi inicijativni odbor općinskog ogranka HDZ-a, pokrenut je Hrvatski glasnik (studenoga 1992.), obnovljeno djelovanje Društva Hrvatski dom (ožujka 1993.). 1992. je ondje aktivnije pokrenut rad Kruha Sv. Ante, Caritasa i sličnih kulturnih organizacija.
Svijest o potrebi ovakvog lista postojala je duže, ali dolazili su i odlazili novinari različitih profesija, predlagali, teoretizirali, a vrijeme je prolazilo. U međuvremenu u Hercegovini i Srednjoj Bosni između vodstva (vodstva ili političara, ne naroda, kako ističe fra Petar Matanović) Armije BiH i HVO-a Herceg Bosne, i u tuzlanskom kraju počeli su pokazivati njihovi "reperi". Naročito, u 108. HVO brigadi gdje je bilo i Hrvata i Muslimana. Radi sprječavanja sukoba iz Tuzle u Brčanski kraj pošla je jedna mješovita delegacija, u ime vojske i civilnih vlasti. Fra Petar Matanović bio je jedini od vjerskih službenika. Nakon razgovora u Gornjem Rahiću, posjetili su i župni ured u Zoviku. Tu je po prvi put došao do njihova lokalnog ratnog lista Glas Zovika. To je za fra Petra bio poticaj da konačno i u Tuzli započnu sa svojim listom. Presudan dan kada su konačno odlučili pokrenuti list bio je nakon povrakta s te mirovne misije između muslimanskog i hrvatskog dijela časnika Brčanske 108. HVO brigade. Po povratku je g. Aždajića da on preuzme ulogu glavnog i odgovornog urednika, a Matanović mu je rekao da će se pobrinuti oko suradnika i logistike. Radi potrebe registracije 27. studenoga 1992. konačno je održan službeni sastanak Inicijativnog odbora. Inicijativa je bila ponajrpije fra Petra Matanovića. Zapisnik na sastanku je vodio g. Ivica Mazić. Na fra Petrov prijedlog prihvaćeno je ime časopis - Hrvatski glasnik. Logotip je bio dotad uobičajeni, Napretkov znak: stilizirani hrvatski grb s ljiljanom u gornjoj crvenoj kockici, da se registrira prema važećim državnim propisima i Statutu HKD Napredak. Za privremenoga je glavnog i odgovornoga urednika izabran g. mr. Ljubomir Aždajić, za urednika u uredništvo g. Stjepo Pranjić, a za registraciju je zadužen g. Anto Grbić, dipl.pravnik. Prvi broj u nakladi od 250 komada izašao je uoči Badnjaka. Promoviran je u hotelu Tuzla 23. prosinca 1992. godine. Ostatak naklade bio je već na raspolaganju sutradan na Badnjak.
Tako je inicijativu fra Petra Matanovića i Ljubomira Aždajića u prosincu 1992. godine počeo je rad na Hrvatskom glasniku, prvom glasilu hrvatskog naroda u BiH nakon pada komunizma.
Glasnik je bio korektor društveno-političkih prilika. Mislećim ljudima hrvatske provenijencije, što valja naglasiti, jer su se neki još omišljali u izjašnjavanju pomogao u odluci. Odjednom se stvorilo mnoštvo suradnika, jer je postalo pitanje časti i prestiža imati prilog u Hrvatskom glasniku. Nisu imali gotovo ni jedne lažne vijesti. Zbog kvalitetnih suradnika i točnih vijesti, list je bio duhovno bogatstvo.
Hrvatski glasnik bio je jedan od projekata HKD Napredak. U pokretanje se svesrdno uključio Franjo Mott. Aždajić je bio prvi glavni i odgovorni urednik, na prijedlog tadašnjeg gvardijana samostana sv. Petra i Pavla u Tuzli fra Petra Matanovića. Ratne 1992. godine, bio je nada u neka bolja vremena, a to je i bio cilj nastanka ovog lista. Uvodnik prvog broja sadržavao je načela po kojima je list djelovao. List je izlazio na 15, poslije 20, 22, 28, 32 i zatim 36 stranica. Svih godina list je bio kroničar vremena. Nikad nije podilazio nikojim stranačkim interesima. Vrlo je bitan list za povijest Hrvata u Tuzli. Ispiao je i ustanovio ključne stranice hrvatske opstojnosti u Tuzli. Tuzlanske ratne godine nemoguće je povijesno prezentirati bez Hrvatskog glasnika, jer se u njemu vide sva previranja koja je donio rat. Urednik Novosel je planirao od objavljenih materijala u svim brojevima tiskati nekoliko knjiga. Hrvatski glasnik pozitivno je pridonio Tuzli. Bitno je utjecao da se konsolidira život u ratu, osobito hrvatske zajednice. Zbog teška položaja hrvatskog puka, Hrvatski glasnik sve se više okreće Crkvi, a manje politici. Tek je u danim trenutcima bio politički list. List je uređivao dugo godina istaknuti Napretkovac profesor Juraj Novosel, koji je požrtvovno vodio list, s vizijom širenja mira i dobra.
Okružio se brojnim mladim ljudima koji su s radošću pisali. Sve godine izlaženja list je ostao dostojanstven, principijelan i argumentiran, jedan od najvažnijih čimbenika u najtežim vremenima za Hrvate u BiH. Svojim porukama utjecao je na ostanak na ovim prostorima, na snošljivost, razumjevanje i suživot svih naroda koji žive u BiH. Promicao je kulturu i tradiciju hrvatskog i drugih naroda BiH. List je jedno vrijeme bio nositelj medijskog života u Tuzli, jer je bio tad jedino glasilo u Tuzli, a i poslije, nakon što su se ugasili Tuzlanski list i Front slobode. Ne pamti se da je u Tuzli postojao nacionalni list koji je redovito izlazio toliko godina, niti je Tuzla ikad prije imala u grafičko – dizajnerskom smislu ljepšeg lista. Kulturne vrijednosti Hrvata u Tuzli nikada prije nisu na ovako seriozno bile predstavljene Hrvatima i drugima. Mnogi ugledni ljudi, publicisti i znanstvenici govorili su o ulozi Hrvatkog glasnika. U vremenima koja su dolazila pokazivana je sve manja zainteresiranost za očuvanje jednog kroničara kakav je bio Hrvatski glasnik, a list je to nadoknađivao požrtvovnošću i nepokolebivošću suradnika. Hrvatski glasnik nalazi se i u Vatikanskoj knjižnici u Rimu. Nakon Novoselove smrti naslijedio ga je njegov bliski suradnik, profesor povijesti Ivica Kovačević. List je uveo u punoljetnost. Kad su bila najteži ratni trenutci, dok je većina razmišljala samo kako dočekati sutrašnji dan, Napretkovci su gledali drukčije, vizionarski.
Jedno vrijeme uz časopis je tiskan prilog naziva Usora, podlistak literarne sekcije Glas hrvatske mladosti i podlistak Glas brčanskih Hrvata. Hrvatski glasnik i Radio Soli često nailaze na nepovjerenje kod drugih građana koji neopravdano smatraju da su ta dva medija samo usmjereni na promicanje svega hrvatskog.
Ranije je izlazio kao mjesečnik, dok sada izlazi s prekidima od nekoliko mjeseci zbog nedostatka novca. Teško je objašnjivo da Hrvatski glasnik izlazi rjeđe nego u ratnom i poratnom periodu.
Glavna i odgovorna urednica je poslije bila Maja Nikolić. Današnje uredništvo uz Nikolić još čine Mario Divković, Nikola Čiča, Franjo Ninić i Barbara Pavljašević. Sjedište je u Kazan mahali 2/II, Tuzla.
S listom su surađivali Ivica Nosić, redoviti dopisnik zagrebačkog Vjesnika, Mato Bikić, novinar i dopisnik sarajevskog Oslobođenja, Ekrem Avdić, novinar zagrebačkog Vjesnika, Marko Divković, Jadranka Marković, Josip Velte, Juraj Novosel, Anto Cigeljević, Mijo Franković, Husnija Omerćehajić, Alija Uzunović, Marica Petrović Marinko Banović i dr. Višegodišnjem uredniku Jurju Novoselu list može uvelike zahvaliti za opstojnost i dostojanstvenost Hrvatskog glasnika.

## Vanjske poveznice
- Stranice tuzlanskog Napredka  Arhivirana inačica izvorne stranice od 4. prosinca 2012. (Wayback Machine)
- Društvo Hrvatski dom  Arhivirana inačica izvorne stranice od 7. studenoga 2018. (Wayback Machine) Hrvatski glasnik br. 3